# Euphorbia zambesiana
Euphorbia zambesiana es una especie de planta fanerógama de la familia de las euforbiáceas. Se encuentra en África tropical.

## Descripción
Es una planta herbácea perennifolia con raíz leñosa de 1 cm de espesor y 25 cm o más de largo, produciendo varios tallos leñosos subterráneos fr 3 cm de largo, que se ramifican profusamente a nivel del suelo.

## Ecología
Se encuentra en las praderas arboladas; miombos abiertos; suelo arenoso en la hierba y arbustos abiertos, y en lugares cálidos a las afueras del bosque, entre la hierba rala, en los pastos entre los arbustos bajos, a menudo en suelos de laterita; a una altitud de 400-2750 metros. - Aparece después de los incendios.

## Distribución
Se distribuyen por Burundi, Ruanda, República Democrática del Congo, Etiopía, Somalia, Kenia, Tanzania, Uganda, Angola, Malaui, Mozambique, Zambia y Zimbabue.

## Taxonomía
Euphorbia restricta fue descrita por George Bentham y publicado en Icones Plantarum 14: t. 1305. 1880.
Etimología
Ver: Euphorbia
zambesiana: epíteto geográfico que alude a su localización en la cuenca del Río Zambeze.
Sinonimia
- Chamaesyce zambesiana (Benth.) Koutnik
- Euphorbia andongensis Hiern
- Euphorbia angolensis Pax
- Euphorbia poggei Pax
- Euphorbia poggei var. benguelensis Pax
- Euphorbia poggei var. villosa Pax
- Euphorbia serpicula Hiern
- Euphorbia villosula Pax[4][5]